# Antodynerus infucatus
Antodynerus infucatus är en stekelart som först beskrevs av Giordani Soika 1935.  Antodynerus infucatus ingår i släktet Antodynerus och familjen Eumenidae. Inga underarter finns listade i Catalogue of Life.